# Bernhard Troestler
Bernhard Troestler fou un músic alemany de principis del segle xix. Residí molts anys a París, i publicà:
- Traité général et raisonné de musique (1825);
- Traité d'harmonie et de modulation;
- Répertoire des organistes.